# Histoire de l'Azerbaïdjan dans l'Antiquité
L'histoire de l'Azerbaïdjan dans l'Antiquité couvre l'histoire du territoire de l'Azerbaïdjan d'aujourd'hui à l'époque où la société grecque et romaine prospérait et exerçait une grande influence dans une grande partie de l'Europe, de l'Afrique du Nord et de l'Asie occidentale, ainsi que du Caucase. La période antique sur le territoire de l'Azerbaïdjan a été observée pendant l'existence de l'Albanie du Caucase dans le nord à partir du IVe siècle av. J.-C..

## Contexte
Après l'effondrement de la structure communautaire primitive sur le territoire de l'Azerbaïdjan, les premières unités tribales ont commencé à émerger qui étaient en relations étroites avec la Mésopotamie à la fin du 4e millénaire et au début du 3e millénaire av. L'État qui a émergé après l'effondrement de ces institutions étatiques était Mannea. Le royaume des Manéens (IXe – VIe siècle av. J.-C.) était l'un des plus anciens royaumes connus dans le territoire où le peuple azerbaïdjanais d'aujourd'hui était majoritairement peuplé, qui avait des relations avec l'Assyrie et l'Urartu. À partir de la fin du VIIIe siècle av. J.-C., début du VIIe siècle av. J.-C., les Cimmériens et les Scythes, ainsi que les Saksas et les Massagétéens ont commencé à jouer un rôle important dans l'histoire militaro-politique de ce territoire en raison des incursions faites ici et colonisation sur le territoire de l'Azerbaïdjan (VIIe siècle av. J.-C.).
Le Caucase du Sud a finalement été conquis par les Achéménides vers le VIe siècle av. J.-C.. Les Achéménides à leur tour ont été vaincus par Alexandre le Grand en 330 avant notre ère et cela a conduit à la montée de la culture hellénistique dans cette région.
L'Atropatène et l'Albanie faisaient partie de l'Empire achéménide sous la forme de tribus telles que les albans, les sakasens, les myukies, les matiens, les mardes (amards), les cadusiens pendant l'Empire achéménide (550-330 av. J.-C.), qui a émergé immédiatement après la chute des Mèdes en Iran. Après la mort d'Alexandre le Grand en 323 av. J.-C., ces États sont devenus indépendants à la suite de l'effondrement de leur empire.

## Dans les œuvres d’auteurs grecs et romains antiques
Des auteurs antiques gréco-romains tels qu'Hérodote, Ptolémée, Gnaeus Pompeius Trogus, Strabon, Gaius Julius Solinus et Arrian (qui a mentionné les albans pour la première fois parmi eux) et d'autres ont mentionné l'Albanie et Atropatène dans leurs travaux.
L'auteur grec Strabon, dans son livre «Géographie», décrit les groupes ethniques vivant à Atropatène et dessine les noms de nations comme les cadusiens, les amardes et les tapurs. Il écrit: «Les médias sont divisés en deux parties. Une partie de celui-ci s'appelle Grands médias, dont la métropole est Ecbatana. L'autre partie est Médias atropatiens, qui tire son nom du commandant. Atropates, qui a empêché aussi ce pays, qui faisait partie de la Grande Média, de devenir soumis aux Macédoniens ". Parlant de l'Albanie, Strabon a noté que" à l'heure actuelle, en effet, un roi gouverne toutes les tribus, mais autrefois plusieurs les tribus étaient gouvernées séparément par leurs propres rois selon leurs diverses langues. Ils parlent vingt-six langues. »Il décrit également les activités que les Albanais ont exercées, telles que l'élevage semi-nomade de bétail, l'artisanat avancé, la formation de chevaux, le jardinage et d'autres domaines.

## Albanie

### Frontières
Après la mort d'Alexandre le Grand, un ancien État nommé Albanie a été créé sur le territoire de l'Azerbaïdjan moderne et dans plusieurs régions du sud du Daghestan. L'Albanie était bordée par Sarmatia, Iberia et Atropatene. Les frontières de l'Albanie s'étendaient jusqu'à la mer Caspienne à l'est. Gabala était la première capitale de l'ancienne Albanie, couvrant le territoire de la République d'Azerbaïdjan moderne, et au Moyen Âge, la capitale a été déplacée à Barda.
Les découvertes archéologiques indiquent que l'Albanie était au centre du commerce international et que les tribus albanaises entretenaient des relations avec les régions de l'ouest et du nord du Caucase, de l'Asie centrale, de l'Asie mineure, de la Syrie, de l'Égypte et du monde égéen.